# Jann Sjursen
Jann Jacob Sjursen (* 20. Oktober 1963 in Frederiksberg) ist ein dänischer christdemokratischer Politiker. Er war Vorsitzender der Christdemokratischen Partei von 1990 bis 2002 und ist Mitglied des dänischen Parlaments seit 1998. Von 1993 bis 1994 war er Energieminister im Kabinett von Poul Nyrup Rasmussen.
Nach seiner politischen Karriere wurde Sjursen Generalsekretär von Caritas Dänemark. Die Christdemokratische Partei verließ er im Jahr 2007 wegen deren geänderter Haltung zur Abtreibung.
Er ist verheiratet und hat drei Kinder.
| Personendaten    | Personendaten                            |
| ---------------- | ---------------------------------------- |
| NAME             | Sjursen, Jann                            |
| ALTERNATIVNAMEN  | Sjursen, Jann Jacob                      |
| KURZBESCHREIBUNG | dänischer christdemokratischer Politiker |
| GEBURTSDATUM     | 20. Oktober 1963                         |
| GEBURTSORT       | Frederiksberg                            |